# Prionotus stephanophrys
Prionotus stephanophrys is een  straalvinnige vissensoort uit de familie van ponen (Triglidae). De wetenschappelijke naam van de soort is voor het eerst geldig gepubliceerd in 1881 door Lockington.
De soort staat op de Rode Lijst van de IUCN als niet bedreigd, beoordelingsjaar 2007.